# Mourad Meghni
Mourad Meghni (ur. 16 kwietnia 1984 roku w Paryżu) – algierski piłkarz francuskiego pochodzenia występujący na pozycji ofensywnego pomocnika.

## Kariera klubowa
Mourad Meghni piłkarską karierę rozpoczynał w Clairefontaine – francuskiej narodowej akademii piłkarskiej uchodzącej za jedną z najlepszych na świecie. Jego ojciec pochodził z Algierii, natomiast matka była Portugalką. W 2001 roku zawodnik przeprowadził się do Włoch, gdzie rozpoczął treningi w drużynie Bologny. W pierwszym zespole zadebiutował 12 stycznia 2003 roku w przegranym 0:2 meczu Serie A z Milanem. W sezonie 2002/2003 Meghni rozegrał łącznie 8 spotkań w ligowych rozgrywkach. Strzelił w nich 2 bramki – pierwszą w pojedynku z Calcio Como (1:5), a drugą w rewanżowym meczu z Milanem (1:3).
W sezonie 2004/2005 Meghni razem z Bologną zajął 18. miejsce w tabeli Serie A i po przegraniu dwumeczu barażowego z Parmą spadł do drugiej ligi. 25 września 2004 roku piłkarz zdobył 2 gole w zwycięskim 3:1 spotkaniu przeciwko Romie. Sezon 2005/2006 Meghni spędził na wypożyczeniu we francuskim FC Sochaux. W Ligue 1 zadebiutował 27 sierpnia 2005 roku w zremisowanym 0:0 pojedynku przeciwko AS Saint-Étienne. Sochaux w końcowej tabeli pierwszej ligi zajęło 15. pozycję. Meghni wystąpił w 16 spotkaniach, w tym 10 w podstawowym składzie.
Latem 2006 roku piłkarz powrócił do Bologny i od razu wywalczył sobie miejsce w podstawowym składzie. Przez cały sezon rozegrał 35 meczów, z czego 28 jako członek wyjściowej jedenastki. Gracz w ligowych rozgrywkach zdobył 2 bramki – w spotkaniach z Triestiną Calcio (3:1) oraz Hellasem Werona (2:0). W 2007 roku za 2,5 miliona euro połowę praw do karty zawodnika od Bologny odkupili działacze S.S. Lazio. Meghni w sezonie 2007/2008 pełnił w swoim nowym zespole rolę rezerwowego. Rozegrał 19 spotkań w Serie A (7 w podstawowym składzie), 4 w Lidze Mistrzów i 1 w Pucharze Włoch.
25 czerwca 2008 roku umowa pomiędzy Lazio i Bologną o współwłasności piłkarza została przedłużona na sezon 2008/2009. 18 lipca z rzymskiej drużyny do Bologny został sprzedany Gaby Mudingayi, a Meghni stał się pełnoprawnym zawodnikiem Lazio. Pierwszy mecz w sezonie 2008/2009 zawodnik rozegrał w ramach trzeciej rundy Pucharu Włoch przeciwko Benevento Calcio. Zdobył wówczas jedną z bramek, a Rzymianie zwyciężyli 5:1. 14 grudnia w spotkaniu ligowym z Udinese Calcio Meghni pojawił się na boisku w przerwie meczu. Od 55. minuty Lazio przegrywało już 0:3, jednak ostatecznie zremisowało 3:3. Meghni został uznany jednym z najlepszych graczy na boisku, podobnie jak w kolejnym meczu Serie A z US Palermo (zwycięstwo 1:0). W sezonie 2008/2009 Lazio zajęło w lidze 10. lokatę, jednak wywalczyło Puchar Włoch. W finałowym pojedynku z Sampdorią Rzymianie wygrali 6:5 po serii rzutów karnych, natomiast regulaminowy czas gry zakończył się remisem 1:1. Meghni nie znalazł się w meczowej kadrze na spotkanie finałowe.
W 2011 roku Meghni podpisał kontrakt z katarskim Umm-Salal SC. Grał też w Al-Khor, Lekhwiya SC i CS Constantine.

## Kariera reprezentacyjna
W 2001 roku Meghni razem z reprezentacją Francji do lat 16 wywalczył srebrny medal mistrzostw Europy juniorów. W pojedynku finałowym Francuzi przegrali 0:1 z Hiszpanami. W tym samym roku razem z kadrą do lat 17 Meghni zdobył mistrzostwo świata juniorów, a w finale jego drużyna pokonała 3:0 Nigerię. Na turnieju Meghni strzelił jedną bramkę w wygranym 5:3 spotkaniu rundy grupowej ze Stanami Zjednoczonymi.
W 2003 roku piłkarz rozpoczął grę w reprezentacji Francji do lat 21. Występował w niej do 2005 roku i przez ten czas rozegrał 7 meczów, jednak ostatecznie zdecydował się na grę dla Algierii. W reprezentacji tego kraju zadebiutował 12 sierpnia 2009 roku w zwycięskim 1:0 pojedynku z Urugwajem. Razem z Algierią wywalczył awans na Mistrzostwa Świata w RPA, jednak nie został powołany do kadry na mundial.